# ویارجو
شهر  ویارجو (به ایتالیایی: Viareggio) با جمعیت ۶۳٬۸۰۰ نفر  در ناحیه توسکانی در کشور ایتالیا واقع شده‌است.